# Paul Knuth
Paul Erich Otto Wilhelm Knuth (* 20. November 1854 in Greifswald; † 30. Oktober 1899 in Kiel) war ein deutscher Botaniker und Lehrer. Sein offizielles botanisches Autorenkürzel lautet „Knuth“.

## Leben
Knuth studierte an der Königlichen Universität Greifswald Naturwissenschaften und Neuphilologie. 1874 wurde er im Corps Borussia Greifswald recipiert (xx,xx). Am 30. Dezember 1876 wurde er in Greifswald zum Dr. phil. promoviert. Dort bestand er am 28. Juli 1877 das Examen pro facultate docendi. Ab Michaelis 1876 war er als Probekandidat und wissenschaftlicher Hilfslehrer, später als ordentlicher Lehrer an der Realschule I. Ordnung in Iserlohn tätig. Zum 22. August 1881 wechselte er an die Oberrealschule Kiel. Seine Tätigkeit als Botaniker ließ ihn nach Java, Japan, USA und Südamerika reisen. Im Jahr 1899 wurde er in die Deutsche Akademie der Naturforscher Leopoldina gewählt. Er starb drei Wochen vor seinem 45. Geburtstag.

## Werke
- Handbuch der Blütenbiologie.
- Flora der nordfriesischen Inseln. 1895
- Flora der Provinz Schleswig-Holstein. Lenz, Leipzig 1887, XII/902/25 S.